# Ахиллесова пята

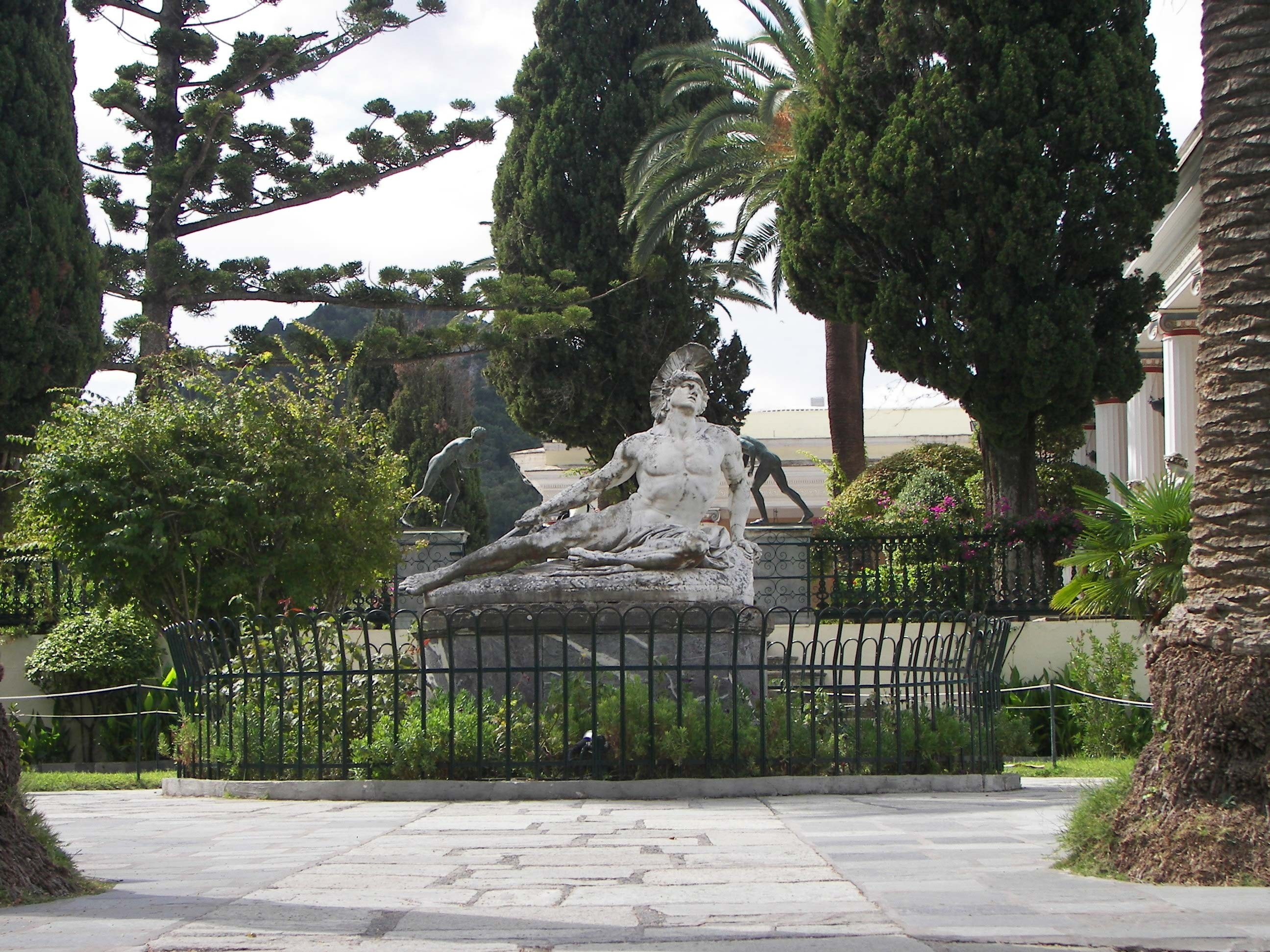
Статуя «Умирающий Ахиллес» (Эрнст Хертер, 1884. Дворец Ахиллеон, остров Корфу).

Ахилле́сова пята́ — послегомеровский миф (переданный римским писателем Гигином), повествующий о том, как мать Ахилла (Ахиллеса), Фетида, захотела сделать тело своего сына неуязвимым. Для этого она окунула его в священную реку Стикс. Но, окуная младенца в воду, мать держала его за пятку, и пятка осталась единственным уязвимым местом Ахилла. Впоследствии, Аполлон направил стрелу именно туда и попал ему стрелой Париса, смертельно ранив героя.

## Вся история мифа
Знаменитому герою Ахиллу ещё в детстве было предсказано, что он может прожить долгую, но бесславную жизнь, или героически погибнуть у стен Трои. Его мать Фетида не хотела, чтобы её сын умер так рано, и она решила сделать его неуязвимым. Для этого она, когда он родился, окунула его в священные воды подземной реки Стикс. При этом она держала Ахилла за пятку. Теперь Ахилла не могло поразить оружие, но пятка, которой не коснулись волшебные воды Стикса, осталась уязвимой.
Много лет спустя Ахилл отправился вместе с греками в поход против Трои. Во время одной из битв бог Аполлон (которого ранее оскорбил Ахилл) направил стрелу Париса прямо в пятку Ахилла. Рана, несмотря на то, что была небольшой, оказалась смертельной.

## В современной культуре
В настоящее время выражение «Ахиллесова пята» означает слабую сторону, «больное», уязвимое место чего-либо или кого-либо. Эта сторона может быть как физической, так и моральной.